# Levan Ghvaberidze
Pas d'image ? Cliquez ici

a Compétitions nationales et continentales officielles uniquement.

b Matchs officiels uniquement.
Levan Ghvaberidze (en géorgien : ლევან ლევან ღვაბერიძე), né le 1er janvier 1982 à Tbilissi, est un joueur de rugby à XV évoluant au poste de talonneur.

## Biographie
Levan Ghvaberidze joue en club avec le Stade olympique Voironnais avant de rejoindre le FC Grenoble en 2003. Il connaît sa première et unique sélection en équipe de Géorgie le 14 février 2004 contre le Portugal.

## Statistiques en équipe nationale
- 1 sélection (en 2004)
- 1 essai (5 points)